# Biliivka, Volodarka
Biliivka (în ucraineană Біліївка) este o comună în raionul Volodarka, regiunea Kiev, Ucraina, formată numai din satul de reședință.

## Demografie
Componența lingvistică a comunei Biliivka
     Ucraineană (97,72%)
     Rusă (1,95%)
     Alte limbi (0,33%)
Conform recensământului din 2001, majoritatea populației comunei Biliivka era vorbitoare de ucraineană (97,72%), existând în minoritate și vorbitori de rusă (1,95%).

## Legături externe
- pl Bielijówka în Dicționarul geografic al Regatului Poloniei și al altor țări slave, volum I (Aa — Dereneczna) anul 1880

- pl Bielijówka în Dicționarul geografic al Regatului Poloniei și al altor țări slave, volum XV, p. 1 (Abablewo — Januszowo) 1900